# Trevin Caesar
Trevin Caesar est un footballeur international trinidadien né le 26 avril 1989 à Lambeau. Il joue au poste d'attaquant au Club Sando.

## Carrière

### En club
En 2014, il rejoint pour la première fois l'Amérique en signant au San Antonio Scorpions. Il y remportera la NASL.
En 2016, il s'engage pour le Orange County Blues. En 2017, il rejoint le Sacramento Republic. Il signe pour un an au Svay Rieng FC en 2018.
Trevien Caesar signe au KF Gjilan en 2018, mais le club rompt son contrat après qu'il a refusé de jouer un match amical avec le club,.

## Palmarès
- CFU Club Championship : 2012
- NASL : 2014